# Pénelopé
Pénelopé vagy Pénelopeia (görög betűkkel Πηνελόπη, Πηνελόπεια) Ithaka királynéja, Odüsszeusz felesége, Helené unokatestvére. Homérosz Odüsszeiájában az asszonyi hűség megtestesítője, aki húsz éven át (a tíz évig tartó trójai háború és az ugyancsak tíz évig tartó kalandos hazatérés alatt) várakozott férjére, míg az végül hazatérhetett. Pénelopé egyik unokatestvére, Klütaimnésztra, aki hazatérő férjét, Agamemnónt szeretőjével szövetkezve meggyilkolta, Pénelopé ellenpárja a mondakörben.
Pénelopé Ikariosz – Tündareósz spártai király testvére – és Periboia najád lánya. Odüsszeusz Tündareósz közbenjárásával kérte meg a kezét, miután sikertelenül pályázott Helené kezére és segített Tündareósznak a kérők hadát kezelni.
Fiát, Télemakhoszt még a trójai háború kezdete előtt szülte Odüsszeusznak. Nevét az őt vízből kimentő raj bíborcsíkos kacsa után kapta. Állandó jelzői az Odüsszeiában: „okosszívű, jóeszű, szilárdszívű”. Három éven át szőtte apósának, Láertésznek a halotti leplet – amit nappal szövött, éjszaka lebontotta. Így odázta el a válaszadást az őt zaklató számos kérőnek. Erre utal a mondás: Úgy készül, mint Pénelopé vászna. Más szerzők szerint Pénelopé korántsem maradt hű Odüsszeuszhoz, Hermész istennel vagy Antinoosszal, az egyik kérővel, sőt az összes kérővel (szám szerint ötvennel vagy százhússzal) is megcsalta volna, és Pán ebből a hűtlenségből született.
A későbbi történetek Odüsszeusz hűtlenségéről is tudnak. Pénelopé Odüsszeusszal ölette meg annak balkézi fiát, Eurülaoszt. A fiú apját kereste Ithaka szigetén, de csak Pénelopéval találkozott, aki Odüsszeusz visszatérte után azt állította, hogy Eurülaosz azért jött a szigetre, hogy őt megölje. Odüsszeusz ezért kivégeztette fiát.